# Pavel Varjan
Pavel Varjan (22. června 1911 Komloša – 15. dubna 1942 Boshoven) byl československý palubní radiotelegrafista a střelec rusínské národnosti 311. československé bombardovací perutě a oběť druhé světové války.

## Život

### Před druhou světovou válkou
Pavel Varjan se narodil 22. června 1911 v Komloši (t. č. Chmeľové) na severovýchodním Slovensku v početné rodině Vasila a Márie Varjanových. Vystudoval dva ročníky obchodní a dva ročníky hospodářské školy. V roce 19321 nastoupil prezenční vojenskou službu, po které setrval v armádní službě jako délesloužící. Absolvoval pětici telegrafních kurzů, ze služby byl propuštěn 13. dubna 1939. Dosáhl hodnosti desátníka.

### Druhá světová válka
Po rozpadu Československa v březnu 1939 a propuštění z armády opustil Pavel Varjan vlast a 2. ledna 1940 byl prezentován u Československé armády v zahraničí v Paříži. Dne 6. ledna 1940 byl zařazen k jednotce. Po pádu Francie v červnu 1940 se evakuoval do Spojeného království. K 17. srpnu 1940 byl převelen k letectvu a k 21. září byl přijat do Royal Air Force. Po výcviku byl 19. července 1941 zařazen jako palubní radiotelegrafista a střelec k 311. československé bombardovací peruti, se kterou absolvoval 21 operačních letů. Dne 14. dubna 1942 odstartoval k náletu na Dortmund. Jeho stroj Vickers Wellington Mk.IC Z-1098 KX-U byl během akce poškozen protiletadlovou palbou a následně nad Weertskou čtvrtí Boshoven v Nizozemsku při návratu sestřelen německým nočním stíhačem Siegfriedem Wandamem na letounu Messerschmitt Bf 110. Jednalo se o poslední ztrátu 311. perutě před jejím přechodem od Bomber Command ke Coastal command. Pavel Varjan zahynul. Dne 16. dubna 1942 byl pohřben na vojenském hřbitově v Eindhovenu - Woenselu. Dosáhl hodnosti rotného.

## Ocenění

### Vyznamenání
- 1942 Československá medaile Za chrabrost před nepřítelem

### Posmrtná cenění
- V roce 1942 byl Pavlu Varjanovi in memoriam udělen Československý válečný kříž 1939
- V roce 1947 byl Pavel Varjan in memoriam povýšen do hodnosti rotmistra, v roce 1948 do hodnosti štábního rotmistra a v roce 1991 do hodnosti podplukovníka